# FBI, un homme à abattre
FBI, un homme à abattre (No Way Back) est un film américain réalisé par Frank Cappello, sorti en 1995.

## Synopsis
Pour arrêter un gang nazi responsable d'assassinats d'asiatiques, l'agent du FBI Zack Grant (Russell Crowe) monte une opération d'infiltration avec l'aide de Seiko, une jeune japonaise récemment engagée. Mais la mission tourne à l'échec et le chef du gang, le fils du mafieux Frank Serlano (Michael Lerner), est tué. 
À la suite de son fiasco, Grant doit redorer son blason et trouver un responsable pour son échec, qu'il trouve en la personne de Yuji Kobayashi (Etsushi Toyokawa), yakuza ayant eu de nombreux échanges avec Seiko, et parvient à le capturer. Mais Frank Serlano cherchant également à se venger, il kidnappe le fils de Grant afin de forcer ce dernier à un échange : la vie de Kobayashi contre celle de son fils.

## Fiche technique
- Titre original : No Way Back
- Titre français diffusion TV : FBI, un homme à abattre où L'homme à abattre
- Réalisation : Frank Cappello
- Scénario : Frank Cappello
- Producteur : Aki Komine, Joel Soisson
- Photographie : Richard Clabaugh
- Musique : David C. Williams
- Studios de production : First Look Pictures, Ozla Pictures, Neo Motion Pictures
- Studio de distribution : Columbia Pictures
- Genre : Film dramatique, Film policier, Film d'action, Thriller
- Durée : 87 minutes
- Dates de sortie :
  - Japon : 13 mai 1995
  - États-Unis : 20 septembre 1996

## Distribution
- Russell Crowe : Zack Grant
- Helen Slater : Mary
- Etsushi Toyokawa : Yuji Kobayashi
- Michael Lerner : Frank Serlano
- Kyūsaku Shimada : Tetsuro
- Ian Ziering  Victor Serlano
- Kelly Hu : Seiko
- Andrew J. Ferchland (en) : Eric Grant
- Monty Bane : Goatee
- Christian Keiber : Carl Dundreff
- François Chau : Gim Takakura
- LaRita Shelby : Louise
- Lennie Loftin : Terry
- Claudia Templeton : Bonnie Nueman
- Renee Parent : Sam Grant